# Ministère de la Promotion de la femme et de la Solidarité nationale
Le ministère de la Promotion de la femme, de la Solidarité nationale et de la Famille est un département ministériel du gouvernement au Burkina Faso.

## Description

### Siège
Le cabinet du ministère est abrité à l'hôtel administratif Ouagadougou. 

### Attributions
Le ministère est chargé de la promotion de la femme, de la famille et de l'action humanitaire.

### Ministres
Laurence Ilboudo-Marchal est la ministre chargée de ce département.